# Шикурін Дмитро Валерійович
Дмитро Валерійович Шикурін (рос. Дмитрий Валерьевич Шикурин; нар. 1 січня 1987, Красногорськ, Московська область, РРФСР) — російський футболіст, півзахисник. 

## Життєпис
Вихованець московського «Спартака». У 2006 році грав у «Жальгірісі». Потім провів два роки в аматорських клубах — митищінського «Фортуни» та подольському «Авангарді». 2009 рік провів у клубі «Локомотив-2». У 2010 році був гравцем вологодського «Динамо». У 2011 році повернувся в «Локомотив-2». У 2012 році перейшов у саратовський «Сокіл». 4 травня 2012 року залишив клуб. 25 січня 2013 року підписав контракт з тверською «Волгою». 30 червня 2013 року став гравцем «Хімок». У сезоні 2014/15 років зіграв 9 матчів (1 гол) за ялтинську «Жемчужину», які згодом анулювали. Потім продовжив кар'єру в аматорських клубах. З 2018 року захищає кольори «Серпухова».